# Baba Deep Singh Ji
Shaheed Baba Deep Singh Ji, född 20 januari 1682 i byn Pahuwind, Amritsar, Punjab, död 11 november 1757 i Gohalwar i Indien, räknas bland de främsta krigarna inom sikhismen.